# 광주화정중학교
광주화정중학교(光州花亭中學校)는 대한민국 광주광역시 서구 화정동에 위치한 공립 중학교이다.

## 학교 연혁
- 1979년 3월 1일 : 광주효광여자중학교 화정분교 설립인가
- 1979년 3월 6일 : 광주제일고등학교 구 교실 일부를 빌려 입학식(8학급 539명)
- 1979년 9월 1일 : 광주화정여자중학교 개교 및 신축공사 입주
- 1980년 2월 20일 : 신축교사 낙성식
- 1982년 9월 1일 : 초대 이양우 교장 취임
- 1997년 3월 1일 : 광주화정중학교로 개명
- 2005년 3월 1일 : 문화관광부(시 지정) 정책 연구학교 1차년도 운영
- 2006년 9월 29일 : 문화관광부(시 지정) 정책 연구학교 2차년도 운영
- 2017년 3월 1일 : 흡연예방 및 학교폭력예방 어깨동무 선도학교 운영
- 2021년 3월 1일 : 온라인 콘텐츠 활용 교과서 선도학교 운영
- 2023년 11월 25일 : 그린스마트미래학교 준공
- 2023년 3월 1일 : 제18대 이정상 교장 취임
- 2025년 1월 9일 : 제44회 졸업생 216명(누적 20,189명)
- 2025년 3월 4일 : 제47회 입학생 213명(남 69명, 여 144명)

## 참고 자료
- 광주화정중학교 - 한국교육학술정보원 학교알리미